# ليندا ماسون
ليندا ماسون (بالإنجليزية: Linda Mason)‏ هي فنانة مكياج بريطانية، ولدت في 13 سبتمبر 1946 في سندرلاند في المملكة المتحدة.